# Denise Lewis
Denise Lewis OBE (West Bromwich, 27 augustus 1972) is een Britse voormalige meerkampster. Ze werd olympisch kampioene, Europees kampioene en Gemenebest kampioene op de zevenkamp. In totaal nam ze driemaal deel aan de Olympische Spelen.

## Biografie

### Veelbelovend begin
Lewis deed als kind aan ballet en tapdansen. Nadat ze op jonge leeftijd op een atletiekclub een aantal atletiekonderdelen uitgeprobeerd had, besloot ze zich te specialiseren in de zevenkamp. Op haar eerste wedstrijd in 1989 behaalde ze een veelbelovend puntenaantal van 5277. Op haar internationale debuut op de Europese kampioenschappen voor junioren in 1991 werd ze vijfde met 5476 punten.

### Gemenebest en Europees kampioene
Haar internationale doorbraak beleefde Denise Lewis in 1994 met het winnen van de zevenkamp met 6325 punten tijdens de Gemenebestspelen in Victoria. Op de Olympische Spelen van 1996 in Atlanta behaalde ze bij de zevenkamp een bronzen medaille. Ook nam ze hier deel aan het verspringen, maar wist niet door te dringen tot de finale. In 1998 won ze op de zevenkamp, naast een tweede gouden medaille op de Gemenebestspelen, ook een gouden medaille bij de Europese kampioenschappen.

### Olympisch kampioene
Op de Olympische Spelen van 2000 in Sydney boekte Denise Lewis de beste prestatie van haar sportieve loopbaan. Ze won ondanks een achillespeeskwetsuur en een bij het verspringen opgelopen voetblessure de zevenkamp met een puntentotaal van 6584 punten. Jelena Prokhorova werd tweede met 6531 punten en de Natalja Sazanovitsj uit Wit-Rusland derde met 6527 punten. Vier jaar later moest ze bij de Olympische Spelen van 2004 in Athene nog vóór het laatste onderdeel, als derde in het tussenklassement, opgeven wegens blessures.

### Punt achter sportloopbaan
In 2005 zette Lewis een punt achter haar sportcarrière, waarin ze veelvuldig met blessures te kampen had. Door een knieblessure was zij op negentienjarige leeftijd van afzetbeen veranderd bij het verspringen. Zeven jaar later moest ze dit noodgedwongen weer terugdraaien van links naar rechts wegens een enkelblessure. "Mijn lichaam heeft er genoeg van. Na zoveel tegenslagen is de boodschap inmiddels wel duidelijk".

### Nederlands
Lewis was getrouwd met de Belgische sprinter Patrick Stevens. In 2004 scheidde ze van hem, nadat ze een scheve schaats had gereden met een kunstschaatser. Lewis heeft een dochter van Stevens en is inmiddels hertrouwd. Dit tweede huwelijk bracht een zoon voort. Ze woonde lange tijd in Amsterdam en kan Nederlands verstaan en spreken. In die periode was zij lid van de Nederlandse atletiekvereniging AV Unitas uit Sittard en werd zij onder meer gecoacht door oud-polsstokhoogkampioen en voormalig bondscoach van de Atletiekunie Servee Wijsen.

### Onderscheiding
Denise Lewis werd in 2000 koninklijk onderscheiden en bevorderd tot Officier in de Orde van het Britse Rijk, nadat zij het jaar daarvoor reeds was benoemd tot Lid in dezelfde orde.

## Titels
- Olympisch kampioene zevenkamp - 2000
- Europees kampioene zevenkamp - 1998
- Gemenebest kampioene zevenkamp - 1994, 1998
- Brits kampioene verspringen - 1996, 1998
- Nederlands kampioene hoogspringen - 2000
- Brits indoorkampioene 60 m horden - 1997
- Brits indoorkampioene verspringen - 1994, 1995, 1998

## Persoonlijke records
Outdoor
| Onderdeel    | Prestatie | Datum            | Plaats     |
| ------------ | --------- | ---------------- | ---------- |
| 200 m        | 24,10 s   | 31 mei 1997      | Götzis     |
| 800 m        | 2.12,20   | 30 juli 2000     | Talence    |
| 100 m horden | 13,13 s   | 29 juli 2000     | Talence    |
| hoogspringen | 1,87 m    | 21 augustus 1999 | Sevilla    |
| verspringen  | 6,69 m    | 30 juli 2000     | Talence    |
| kogelstoten  | 16,12 m   | 21 augustus 1999 | Sevilla    |
| speerwerpen  | 51,48 m   | 10 juli 2004     | Manchester |
| zevenkamp    | 6831 p    | 30 juli 2000     | Talence    |

Indoor
| Onderdeel   | Prestatie | Datum            | Plaats     |
| ----------- | --------- | ---------------- | ---------- |
| 60 m horden | 8,38 s    | 15 februari 1998 | Birmingham |
| kogelstoten | 14,59 m   | 8 februari 2004  | Sheffield  |

## Palmares

### 200 m
- 2000:  NK - 24,64 s (+0,5 m/s)

### verspringen
- 1987:  Carifty Games voor junioren - 5,22 m
- 2000:  NK - 6,39 m (+0,9 m/s)

### hoogspringen
- 2000:  NK - 1,70 m (barrage 1,73 m)

### kogelstoten
- 2000:  NK - 15,11 m

### zevenkamp
- 1991: 5e EJK - 5476 p
- 1994:  Gemenebestspelen - 6325 p
- 1995:  Europacup - 6299 p
- 1995: 7e WK - 6299 p
- 1996:  OS - 6489 p
- 1997:  WK - 6654 p
- 1994:  Gemenebestspelen - 6513 p
- 1998:  EK - 6559 p
- 1999:  WK - 6724 p
- 2000:  OS - 6584 p
- 2003: 5e WK - 6254 p
- 2004: DNF OS

1984: Glynis Nunn ·
1988: Jackie Joyner-Kersee ·
1992: Jackie Joyner-Kersee ·
1996: Ghada Shouaa ·
2000: Denise Lewis ·
2004: Carolina Klüft ·
2008: Natalja Dobrynska ·
2012: Jessica Ennis ·
2016: Nafissatou Thiam ·
2020: Nafissatou Thiam ·
2024: Nafissatou Thiam
- World Athletics: 14275597
- International Standard Name Identifier: 0000 0000 3843 5027
- Library of Congress Control Number: nb2002044739
- SNAC: w6wq0wbc
- Virtual International Authority File: 43807136
- WorldCat: E39PBJh4yGPVj8rtmkrFMkrQbd